# Châteauguay-Gleichstromkurzkupplung
Koordinaten: 45° 15′ 11″ N, 73° 52′ 10″ W
Die Châteauguay-Gleichstromkurzkupplung ist die größte Gleichstromkurzkupplung in Nordamerika mit einer maximalen Übertragungsleistung von 1000 MW. Die Anlage liegt nahe dem kanadischen Ort Châteauguay und verbindet die Stromnetze der Hydro-Québec auf kanadischer Seite und der New York Power Authority (NYPA) auf US-amerikanischer Seite. Aufgrund fehlender Synchronität können die beiden mit Wechselspannung und einer Netzfrequenz von 60 Hz betriebenen Stromnetze nicht direkt zusammen geschaltet werden.

## Technische Daten
Die ca. 3,5 ha große Anlage wurde 1983 bis 1984 von den Firmen Brown, Boveri & Cie (BBC) und Siemens errichtet und besteht aus zwei getrennten Gleichstromkurzkupplungen mit einer Übertragungsleistung von je 500 MW pro Kupplung samt zugehörigen Freiluftschaltfeldern. Der Zwischenkreis wird mit einer Gleichspannung von 140 kV betrieben. Die Verbindung in das Dreiphasennetz der Hydro-Québec erfolgt mit 315 kV und auf der Seite der NYPA mit 120 kV. Elektrische Energie kann wahlweise in eine der beiden Richtungen übertragen werden. Im Jahr 2009 wurde die Anlage von ABB um eine neue Steuer- und Kontrolleinrichtung erweitert.